# Victory Road (videogioco)
Victory Road (怒号層圏?, Dogōsōken) è un videogioco arcade sparatutto a scorrimento pubblicato nel 1986 dalla SNK Corporation e convertito nel 1987-1989 per i computer Amiga, Amstrad CPC, Apple II, Atari ST, Commodore 64, IBM compatibili (PC booter) e ZX Spectrum e per la console Nintendo Entertainment System. Le conversioni per computer vennero pubblicate in Nordamerica dalla Data East e in Europa dalla Imagine Software, che all'epoca era divenuta un'etichetta della Ocean Software. Le edizioni Data East e NES hanno anche il titolo Ikari Warriors Part II in copertina, mentre alcune edizioni Imagine hanno il sottotitolo The Pathway to Fear su schermo.
Victory Road è il seguito di Ikari Warriors e ha per protagonisti gli stessi combattenti in stile Rambo, stavolta in lotta contro creature mostruose anziché contro soldati. Fu seguito a sua volta da Ikari III: The Rescue (1989), che torna a un'ambientazione con nemici umani.
Sono uscite commercialmente emulazioni ufficiali della versione arcade di Victory Road per varie piattaforme più moderne, ad esempio nella serie Arcade Archives o nella raccolta SNK 40th Anniversary Collection.

## Modalità di gioco
Possono partecipare uno o due giocatori in cooperazione simultanea, controllando ciascuno un soldato a torso nudo con fascia in testa. La modalità cooperativa non è disponibile nelle versioni Apple II, Commodore 64 e PC. Si deve affrontare un percorso lineare a scorrimento verticale verso l'alto, con visuale dall'alto leggermente inclinata. Si attraversano ambienti extraterrestri che comprendono ponti sospesi nello spazio (ma non è possibile cadere fuori), rovine di pietra e laghi guadabili. Ci sono strutture che fanno da ostacoli, che in parte possono essere distrutte dal giocatore.
Come nella versione arcade di Ikari Warriors, oltre a muoversi nelle 8 direzioni, ciascun giocatore può ruotare il personaggio su sé stesso in modo indipendente nelle 8 direzioni, grazie a particolari joystick con manopole girevoli. Questo permette di sparare in una qualsiasi direzione mentre ci si muove in un'altra. Nelle conversioni domestiche questo effetto è stato in parte ottenuto con altri metodi: su Amiga, Amstrad CPC, Atari ST e ZX Spectrum si dispone di un tasto per bloccare l'orientamento del personaggio nella direzione di marcia attuale e successivamente per sbloccarlo; su NES si blocca l'orientamento tenendo premuto il pulsante di fuoco; su Apple II, Commodore 64 e PC la funzionalità è assente e si può sparare solo nella direzione di marcia.
I protagonisti sono armati di fucile e granate, entrambi con munizioni illimitate. Altre armi e power-up si possono ottenere raccogliendo simboli che si trovano sparsi per lo scenario oppure nascosti sotto blocchi distruggibili. L'arma più comune è un potente lanciafiamme, e a seconda delle versioni si possono trovare armature protettive, smart bomb istantanee che uccidono o bloccano tutti i nemici visibili, una spada (impugnata tipicamente anche nelle immagini di copertina) che colpisce a distanza, ecc.
Gli avversari sono mostri di vari tipi e dimensioni, alcuni anche capaci di sparare. Tra i più comuni ci sono piccoli gremlin, una specie di ragni a quattro zampe, demoni alati e troll. Quando si è toccati o colpiti si perde una delle vite. Sono presenti anche boss e occasionalmente botole che, se ci si passa vicino, risucchiano temporaneamente il personaggio dentro sotterranei  dove si affronta un boss opzionale.
La versione NES presenta alcune caratteristiche aggiuntive uniche. I giocatori hanno un inventario di più armi e oggetti e possono richiamare un'apposita schermata per selezionarli. Negli scenari sono presenti alcuni negozi dove armi e altri potenziamenti possono essere acquistati, spendendo come moneta dei simboli di cuore ottenuti durante il gioco. Nei negozi si possono anche sfidare a duello altri personaggi per guadagnare cuori, o perderli in caso di sconfitta.